# Gmina Świecie
Gmina wiecie là một gmina thành thị-nông thôn (quận hành chính) ở hạt Świecie, Kuyavian-Pomeranian Voivodeship, ở miền bắc miền trung Ba Lan. Khu vực hành chính của nó là thị trấn Świecie, nằm khoảng 45 kilômét (28 mi) về phía bắc của Toruń và 45 km (28 mi) về phía đông bắc Bydgoszcz.
Gmina có diện tích là 174,81 kilômét vuông (67,5 dặm vuông Anh), và tính đến năm 2006, tổng dân số của nó là 32.866 người (trong đó dân số Świecie lên tới 25.614, và dân số của vùng nông thôn của gmina là 7.252).

## Làng
Ngoài thị trấn Świecie, Gmina Swiecie bao gồm các làng và các khu định cư như Chrystkowo, Czapelki, Czaple, Drozdowo, Dworzysko, Dziki, Ernestowo, Głogówko Królewskie, Gruczno, Kosowo, Kozłowo, Nam Bedlenki, Marianki, Morsk, Niedźwiedź, Nowe Dobra, Arlingtonki Konopat, Pr Dixówko, Sartowice, Skarszewo, Sulnówko, Sulnowo, więte, Topolinek, Wiąg, Wielki Konopat và Wyrwa.

## Gmina lân cận
Gmina wiecie giáp với thị trấn Chełmno và với các gmina khác như Bukowiec, Chełmno, Dragacz, Drzycim, Jeżewo và Pruszcz.